# Holothuria edulis
Holothuria edulis е вид морска краставица от семейство Holothuriidae. Видът не е застрашен от изчезване.

## Разпространение и местообитание
Разпространен е в Австралия, Американска Самоа, Бангладеш, Бруней, Вануату, Виетнам, Гуам, Джибути, Египет, Еритрея, Йемен, Израел, Източен Тимор, Индия (Андамански и Никобарски острови), Индонезия, Йордания, Камбоджа, Кения, Кирибати, Китай, Коморски острови, Мавриций, Мадагаскар, Майот, Малайзия, Малдиви, Малки далечни острови на САЩ, Маршалови острови, Мианмар, Микронезия, Мозамбик, Нова Каледония, Оман, Острови Кук, Папуа Нова Гвинея, Провинции в КНР, Реюнион, Самоа, Саудитска Арабия, САЩ (Хавайски острови), Северни Мариански острови, Сингапур, Соломонови острови, Сомалия, Судан, Тайван, Тайланд, Танзания, Тонга, Фиджи, Филипини, Френска Полинезия, Шри Ланка и Япония.
Обитава крайбрежията и пясъчните дъна на океани, морета, лагуни и рифове в райони с тропически и умерен климат.